# Museu de la Marina
El Museu de la Marina - Museu Municipal de Vilassar de Mar és un museu que està ubicat en una masia modernista de Vilassar de Mar (Maresme) construïda el 1902 per l'arquitecte Eduard Ferrés i Puig i coneguda com la Sénia del Rellotge. És una de les dues seccions del Museu Municipal de Vilassar de Mar, juntament amb el Museu Monjo. Actualment es troba tancat temporalment per feines d'acondicionament i treballs interns, sense que hi hagi cap data de reobertura establerta.

## Col·leccions
Les col·leccions de marina del museu expliquen els orígens i bona part de la història de Vilassar de Mar, població segregada de Vilassar de Dalt el 1784. El primer àmbit del museu mostra les diferents arts de pesca pròpies de la zona: les nanses, el sardinal o el palangre... Una cistella per al peix o agulles de sargir la xarxa, parlen del paper de les dones en l'activitat pesquera. Models nàutics i interessants fotografies de pescadors a principis del segle XX completen el tema.
La planta del museu acull la col·lecció d'eines de les antigues mestrances de Vilassar de Mar: s'hi poden veure aixes, plànols de formes, ribots, eines de calafat o altres objectes relacionats amb la construcció de vaixells. Bona part del museu explica la navegació transatlàntica i la relació de cultura i comerç amb Amèrica. Hi podem observar instruments nàutics per a la navegació: el sextant, el cronòmetre, el compàs o el llargavistes, utilitzats fa més de cent anys per pilots i capitans.
Banderes nàutiques, sirenes, pistoles de senyals o llums de posició expliquen els codis de senyals al mar, juntament amb documents i mobiliari nàutic. Cal destacar la Galeria de Capitans de la marina velera i de vapor, de Vilassar de Mar.
El museu compta amb un extens fons cartogràfic, del qual es poden veure exposades algunes cartes de la primera meitat del segle xix, amb les rutes cap a les Antilles o Nova Orleans. Vilassar de Mar fou una de les poques poblacions que comptà amb Escola Nàutica. Joan Monjo i Pons va ser, a més del fundador de l'Escola Nàutica, col·laborador de Narcís Monturiol i autor de la primera Arquitectura Naval de l'Estat.
Una altra peça clau de l'exposició es completa amb baguls de mariner, armes d'abordatge, models, escuts, medalles i artesania marinera. Al jardí hi ha la barca Marina, la qual va ser una donació de pescadors de Vilassar de Mar.